# Temple d'Edfú

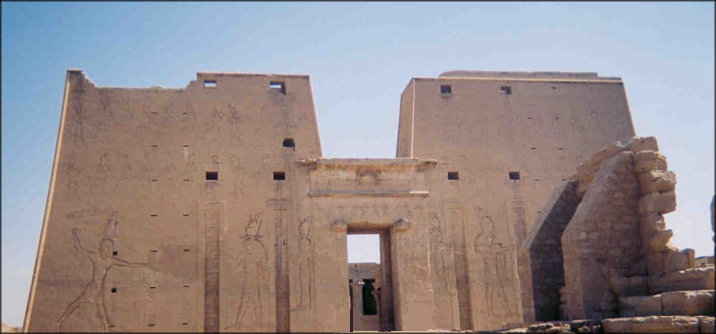
Temple d'Edfú, façana principal

El temple d'Edfú és un temple a la riba oest del Nil, dedicat a Horus (el déu falcó), construït en l'època ptolemaica entre el 237 aC i el 57 aC, que es conserva força bé a la localitat egípcia d'Edfú, a l'Alt Egipte. La ciutat era coneguda en el període hel·lenístic en grec koiné com Ἀπόλλωνος πόλις i en llatí com Apol·lonopolis Magna, després del déu principal Horus, que va ser identificat com Apol·lo sota la interpretatio graeca.
És el temple més ben conservat d'Egipte i el més important després del de Karnak. Fa 137 metres de longitud per 79 d'ample i 36 d'alçada, i representa la típica construcció dels temples amb el piló, el pati, 2 sales hipòstiles, una cambra d'ofrenes, la sala central i el santuari. És característica la il·luminació del temple, amb habitacions cada vegada més petites que impedien el pas de la llum gradualment, fins a arribar al fosc santuari, que rep la il·luminació només des de l'eix. Entre les columnes i el sostre, hi ha petites obertures que permetien el pas de la llum a determinades habitacions. Està orientat al sud, de manera inusual, possiblement a causa de la mateixa naturalesa de la zona.

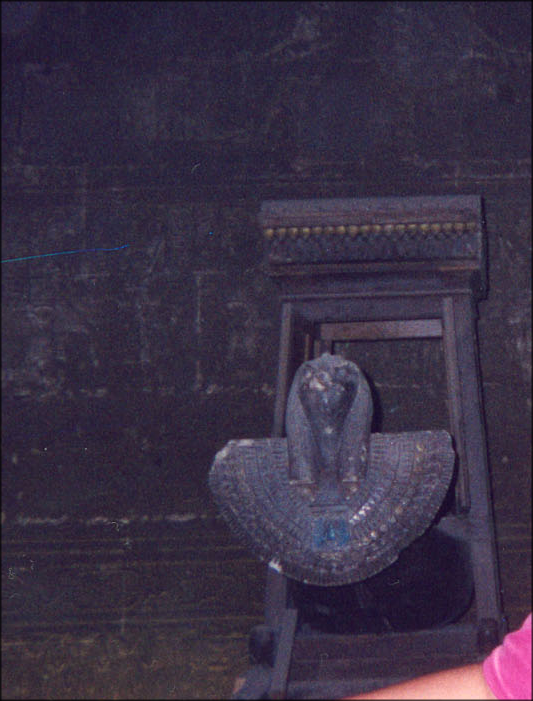
Altar

El temple, amb unes parets magnífiques amb profusa decoració de figures egípcies, té un pati interior amb impressionants columnes, i a dins un altar que sembla el punt neuràlgic del lloc. També hi ha la sala de la barca sagrada només amb el suport, mentre que es pot veure pintada a les parets; aquesta barca, utilitzada només en presència dels faraons, s'unia breument cada any amb la barca de la dea Hathor del temple de Denderah (Dendara). Com en altres llocs, el temple té l'anomenat nilòmetre, que servia per a mesurar la crescuda del riu. En particular, els textos inscrits de la construcció del Temple proporcionen detalls [tant] de la construcció com també conserven informació sobre la interpretació mítica d'aquest i tots els altres temples com l'Illa de la Creació. També hi ha escenes i inscripcions importants del Drama Sagrat que relataven l'antic conflicte entre Horus i Set. Estan traduïdes pel Projecte Edfu.
Un fet relacionat amb els Països Catalans és la figura d'un egipci armat amb llança que dona mort a un animal, i que s'ha interpretat com una representació antiga de la llegenda de sant Jordi.
Just en entrar, amb les dues primeres columnes, es troba una estàtua d'Horus en perfecte estat de conservació.

## Història
Edfu va ser un dels diversos temples construïts durant el regne ptolemaic, incloent-hi el complex del temple de Dendera, Esna, el temple de Kom Ombo i Philae. La seva mida reflecteix la relativa prosperitat de l'època. El temple actual, que es va començar a construir el 23 d'agost de l'any 237 aC, consistia inicialment en una sala amb columnes, dues sales transversals i un santuari amb barca envoltat de capelles. La construcció va començar durant el regnat de Ptolemeu III Evergetes i es va completar l'any 57 aC sota Ptolemeu XII Auletes. Va ser construït sobre el lloc d'un temple anterior, més petit, també dedicat a Horus, tot i que l'estructura anterior estava orientada d'est a oest en lloc de nord a sud com en el lloc actual. Un piló en ruïnes es troba just a l'est del temple actual; s'han trobat proves inscripcionals que indiquen un programa de construcció sota els governants del Nou Regne Ramsès I, Seti I i Ramsès II.
Un naos de Nectabeu II, una relíquia d'un edifici anterior, es conserva al santuari interior, que es manté sol, mentre que el santuari amb barca del temple està envoltat per nou capelles.
El temple d'Edfu va caure en desús com a monument religiós després de la persecució dels pagans per part de Teodosi I i l'edicte que prohibia el culte no cristià dins de l'Imperi Romà l'any 391. Com en altres llocs, molts dels relleus esculpits del temple van ser enderrocats pels seguidors de la fe cristiana que van arribar a dominar Egipte. Es creu que el sostre ennegrit de la sala hipòstila, visible avui dia, és el resultat d'un incendi provocat destinat a destruir imatges religioses que aleshores es consideraven paganes.
Al llarg dels segles, el temple va quedar enterrat a una profunditat de 12 metres sota sorra del desert a la deriva i capes de llim fluvial dipositat pel Nil. Els habitants locals van construir cases directament sobre els antics terrenys del temple. Només la part superior dels pilons del temple eren visibles el 1798, quan una expedició francesa va identificar el temple. El 1860, Auguste Mariette, un egiptòleg francès, va començar la tasca d'alliberar el temple d'Edfu de les sorres.
El temple d'Edfu està gairebé intacte i és un bon exemple de temple de l'antic Egipte. La seva importància arqueològica i el seu alt estat de conservació l'han convertit en un centre turístic a Egipte i en una parada freqüent dels nombrosos vaixells fluvials que creuen el Nil. El 2005, l'accés al temple es va renovar amb l'addició d'un centre de visitants i un aparcament pavimentat. A finals del 2006 es va afegir un sistema d'il·luminació per permetre les visites nocturnes.

## Importància religiosa
El temple d'Edfu és el temple més gran dedicat a Horus i Hathor de Dendera. Era el centre de diverses festes consagrades a Horus. Cada any, «Hathor viatjava cap al sud des del seu temple de Denderah per visitar Horus a Edfu, i aquest esdeveniment que marcava el seu matrimoni sagrat era l'ocasió d'una gran festa i pelegrinatge».

## El mite de la creació del temple
El mite de la creació del temple d'Edfu consta de diverses escenes relacionades, que es troben principalment a l'interior dels murs perimetrals del temple.
Expliquen la història del principi del món, quan encara estava completament cobert per aigua. Durant la lluita entre la terra i l'aigua primordial, la terra va aconseguir apropar-se a la superfície. Allà on això passava, les canyes creixien amb l'ajuda d'un falcó, que van ser enfortides pels déus Llunyà i Gran. Les canyes eren la cèl·lula germinal del temple d'Edfu, i aquí va aterrar Horus, com un falcó. Una força es va acostar, en forma d'ocell, i va alimentar Horus, el senyor d'Edfu; aquest ritual va ser l'inici del culte d'Edfu.
L’Apofis, amb forma de serp, va intentar impedir la creació. Horus va tremolar de por, però un arpó, una de les formes de Ptah, va venir al rescat. L'enemic va ser derrotat i la creació va continuar. Un falcó formava la cúpula celeste, amb les ales estenent-se d'horitzó a horitzó, i el sol començava el seu cicle diari. Aleshores, el primer temple d'Edfu va ser dissenyat pels déus Thoth i Seshat, un responsable de la saviesa i l'altre de les escriptures. El mestre constructor diví va construir el temple segons aquests plànols, però inicialment no de pedra, sinó de canya.

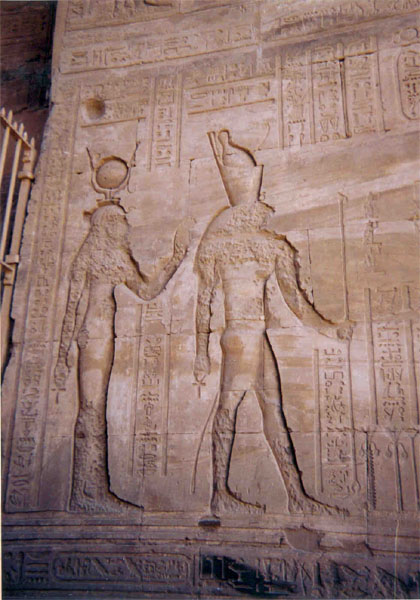
Detall de la decoració

El ritual de fonamentació del temple consta de múltiples elements: primer, es va traçar la planta amb el ritual d'estirar la corda. Quan la construcció va ser acabada, el rei va lliurar el temple a una tríada de déus. Per protegir l'edifici contra amenaces externes, 60 déus van formar una muralla vivent al voltant del temple.

## Influència en l'arquitectura britànica
El temple d'Edfu proporciona el model per a les obres del temple de Holbeck, Leeds. Les columnes del pati d'Edfu estan copiades fidelment a la façana de les Obres.

## Decadència
El temple d'Edfú va caure en desús com a edifici religiós després de l'edicte de Teodosi I, que va prohibir el culte no cristià dins l'Imperi romà el 391 dC. Igual que en altres llocs, molts dels relleus tallats del temple van ser arrasats pels cristians que van arribar a dominar Egipte. Es creu que el sostre ennegrit del vestíbul hipòstil, encara visible, és resultat dels incendis provocats per destruir imatges religioses que, en aquell moment, van ser considerades paganes.

## Descobriment
El temple fou excavat al segle xix per Auguste Mariette. Estava en part tapat per sorra i altra part es feia servir com a cases pels camperols de la zona, que hi tenien fins i tot el bestiar.

## Galeria

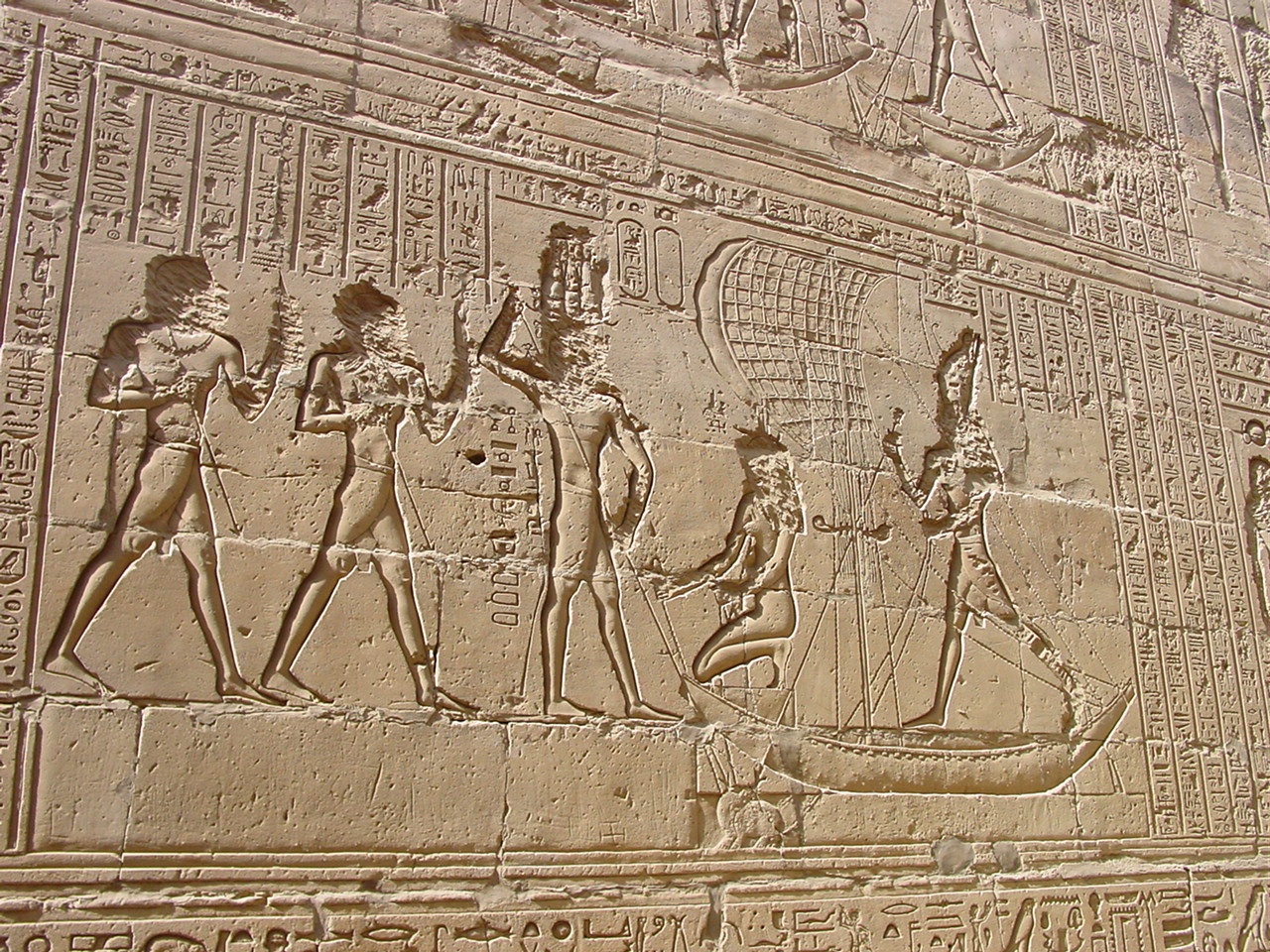
Relleus a les parets del temple d'Edfu
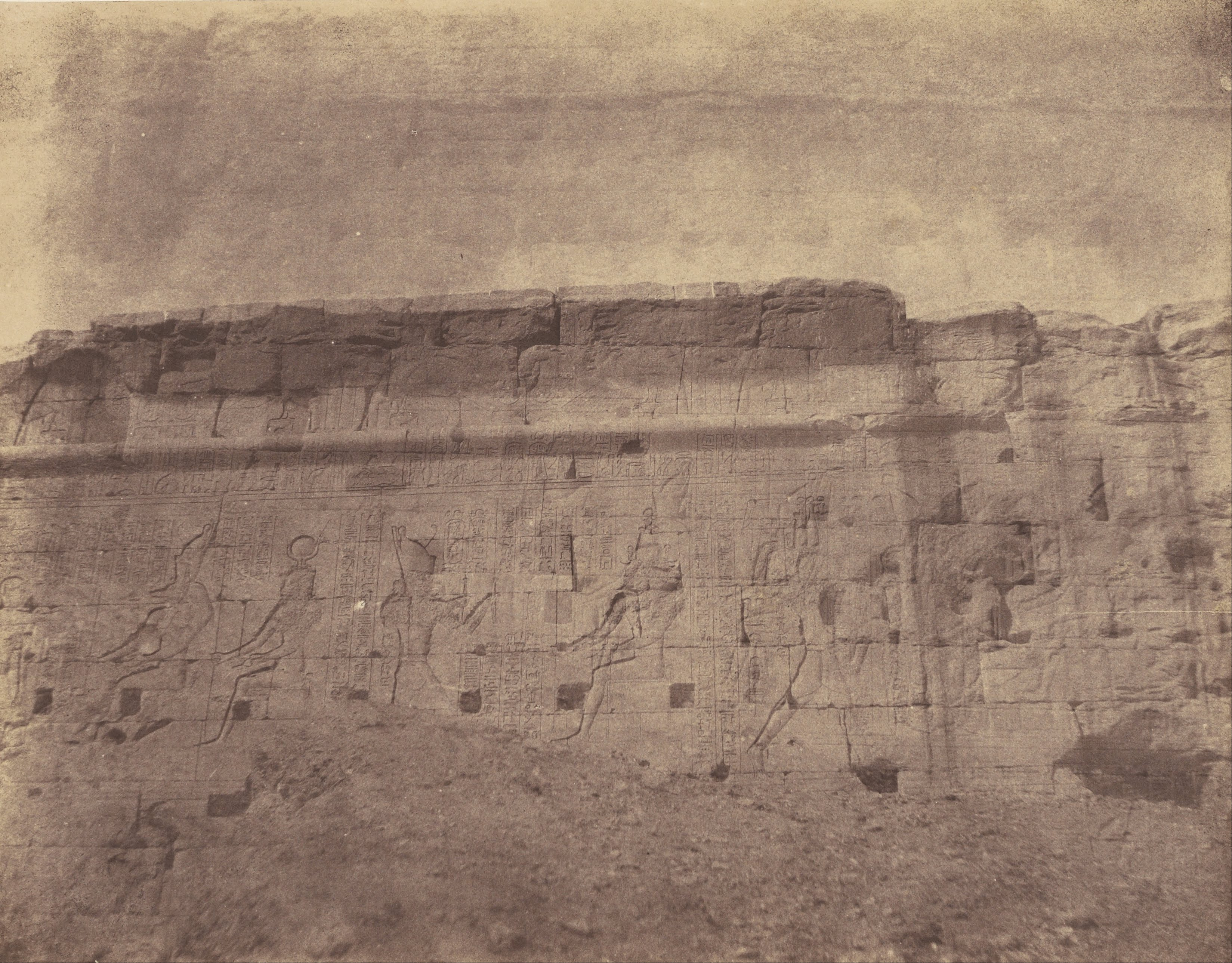
Fotografia de 1854 de John Beasley Greene
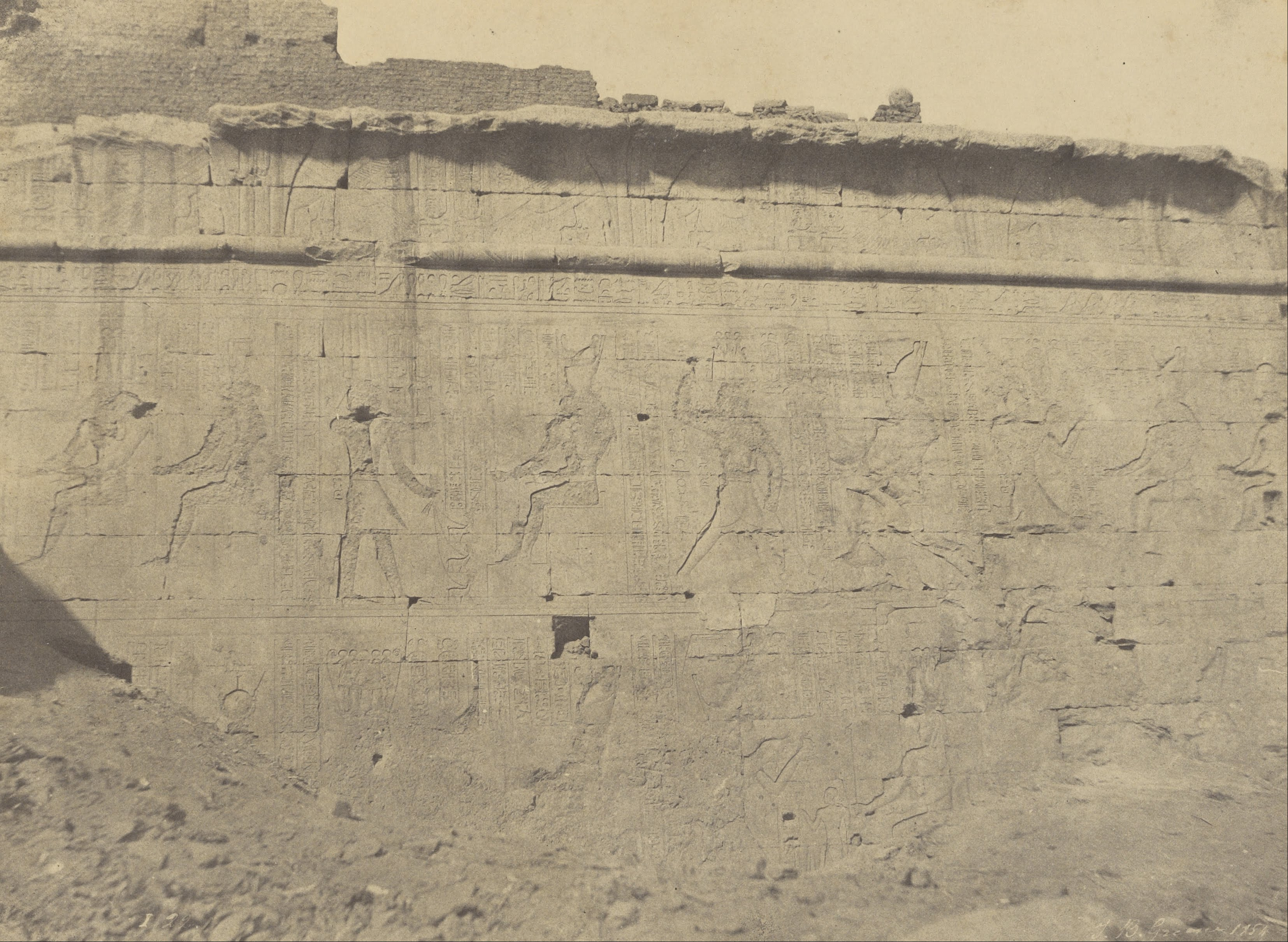
Fotografia de 1854 de John Beasley Greene
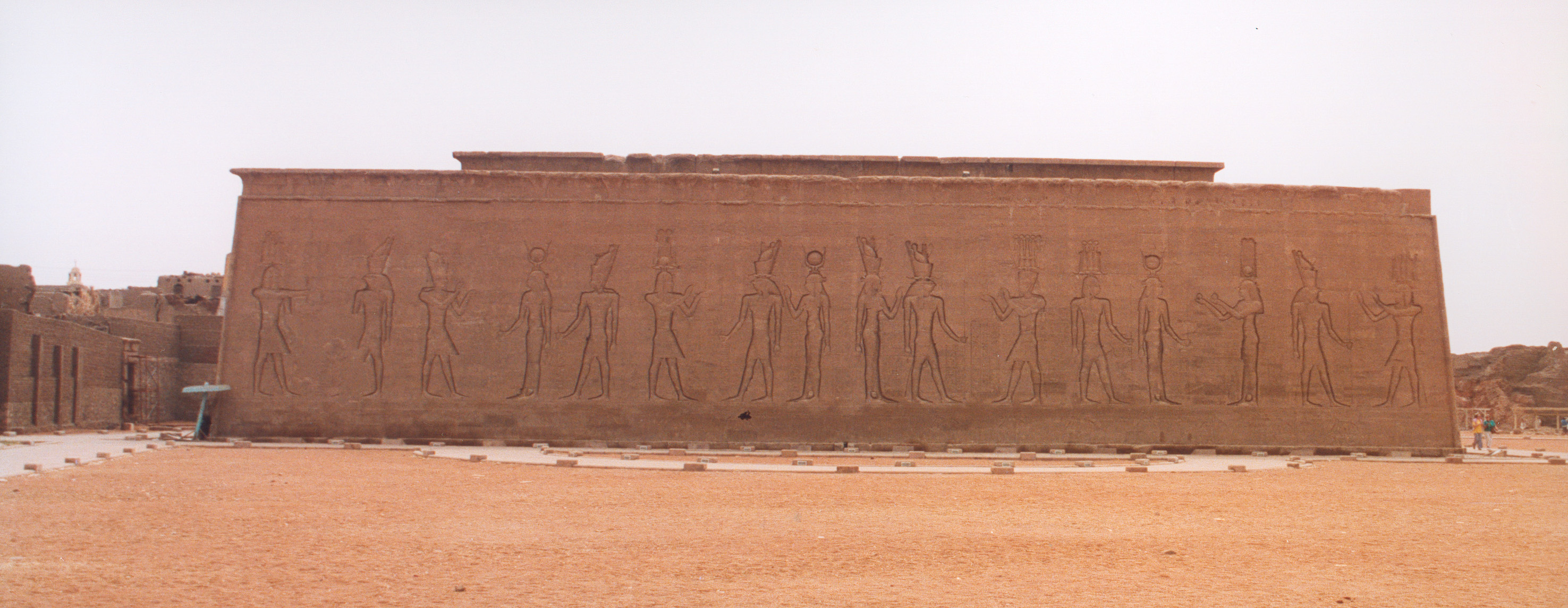
Posterior
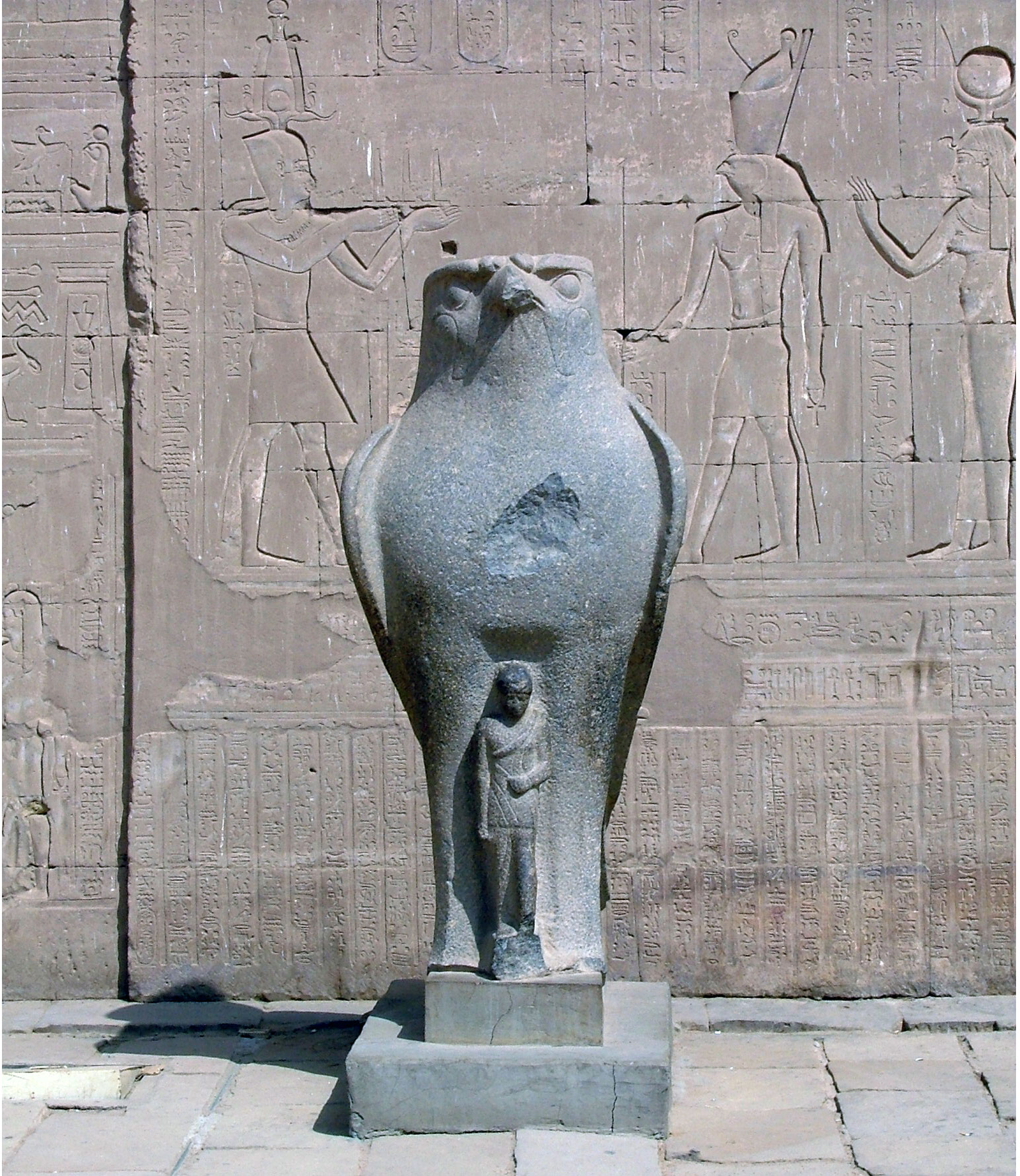
Horus
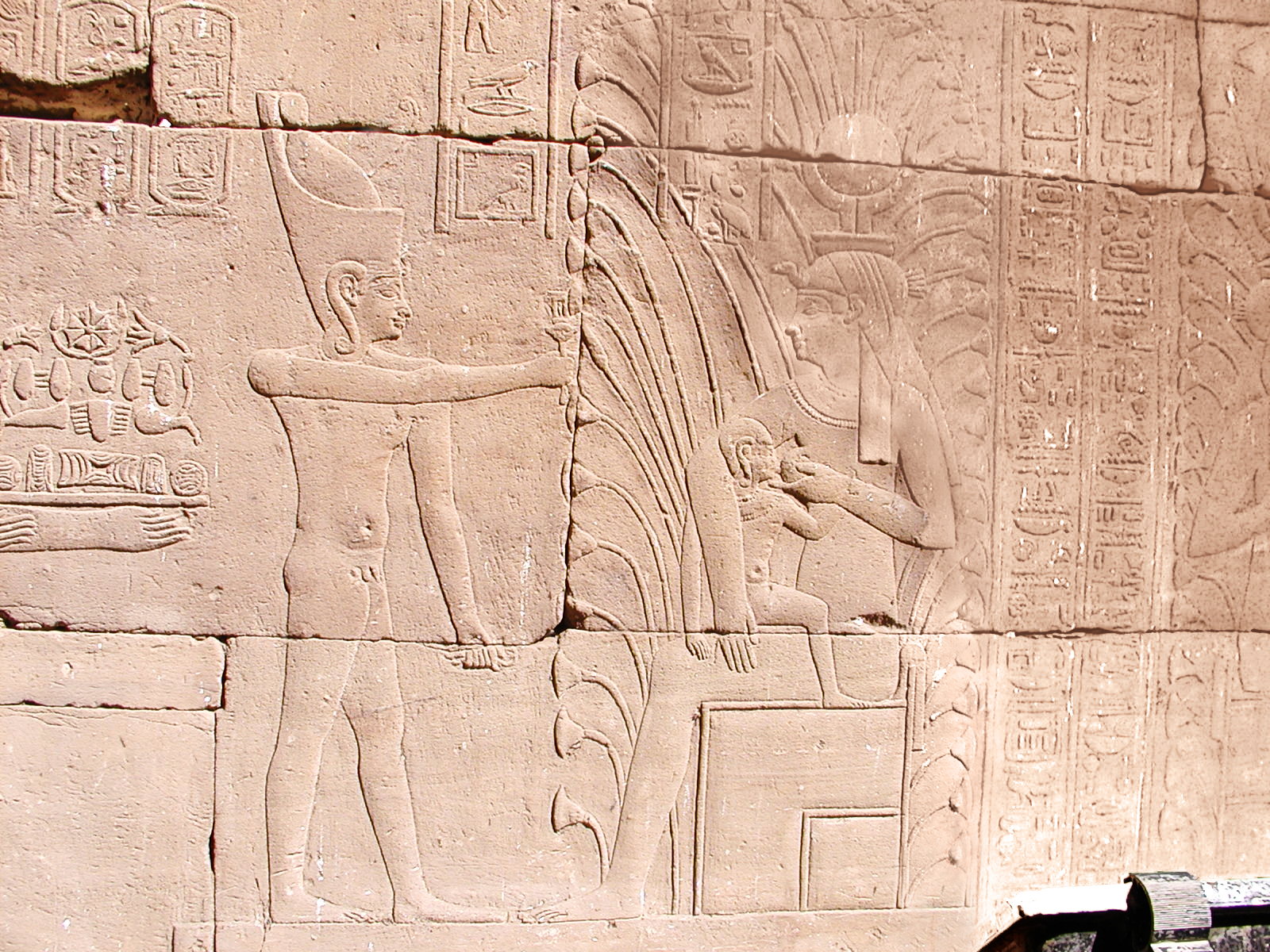
Una escena de lactància a les parets interiors
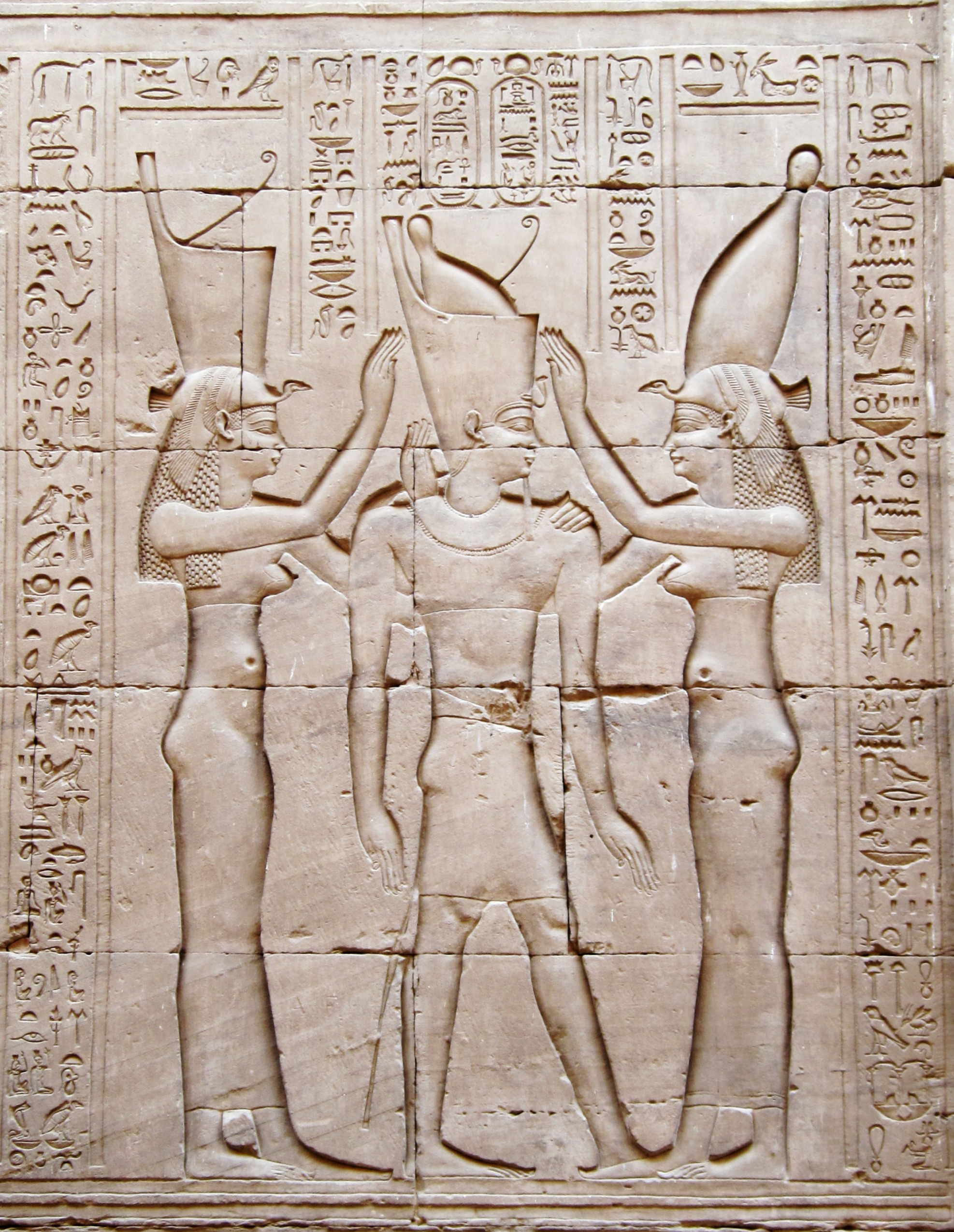
Wadjet i Nekhbet, les Dues Dames, flanquegen el faraó
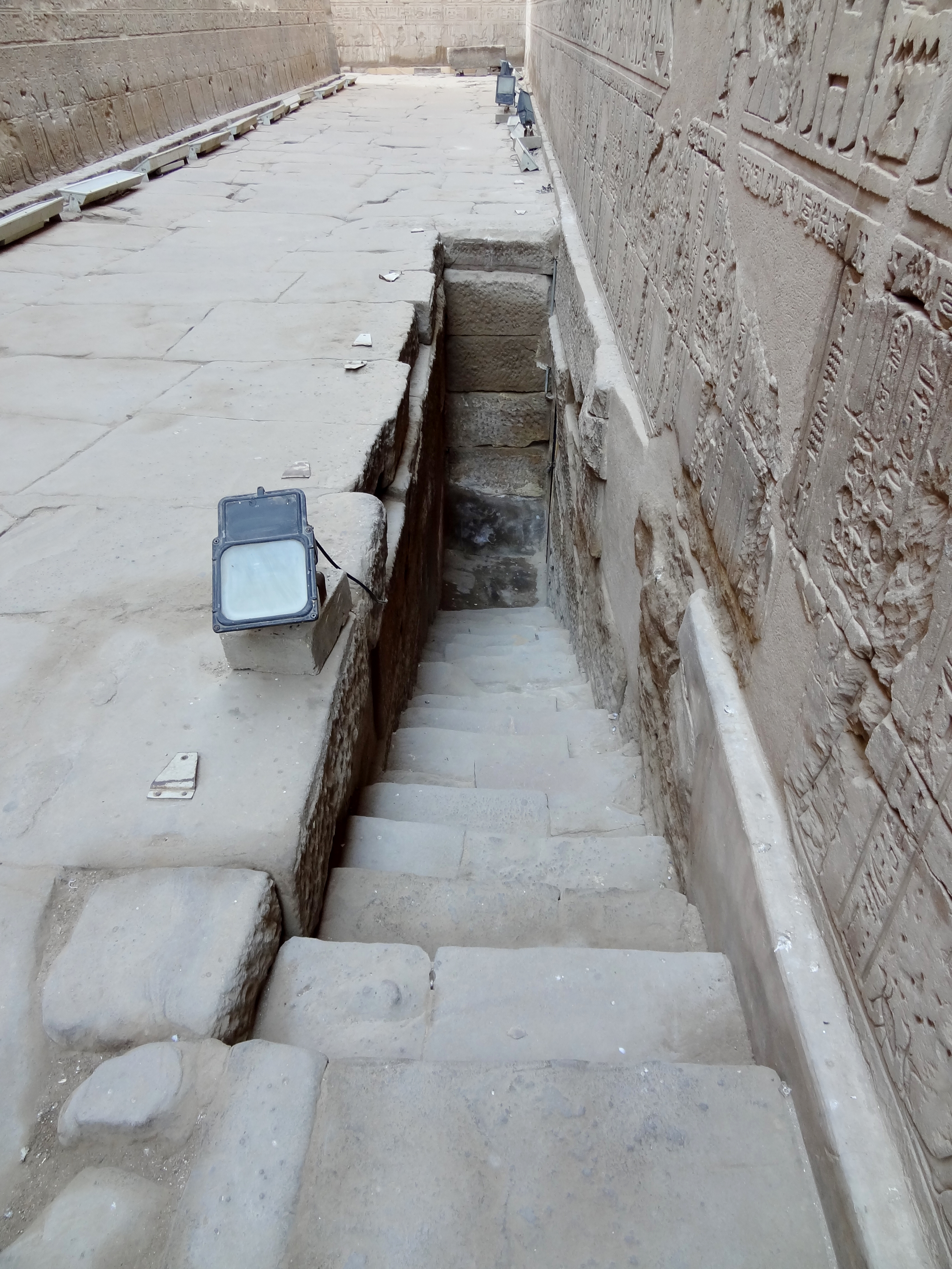
Nilòmetre per mesurar l'alçada del riu Nil
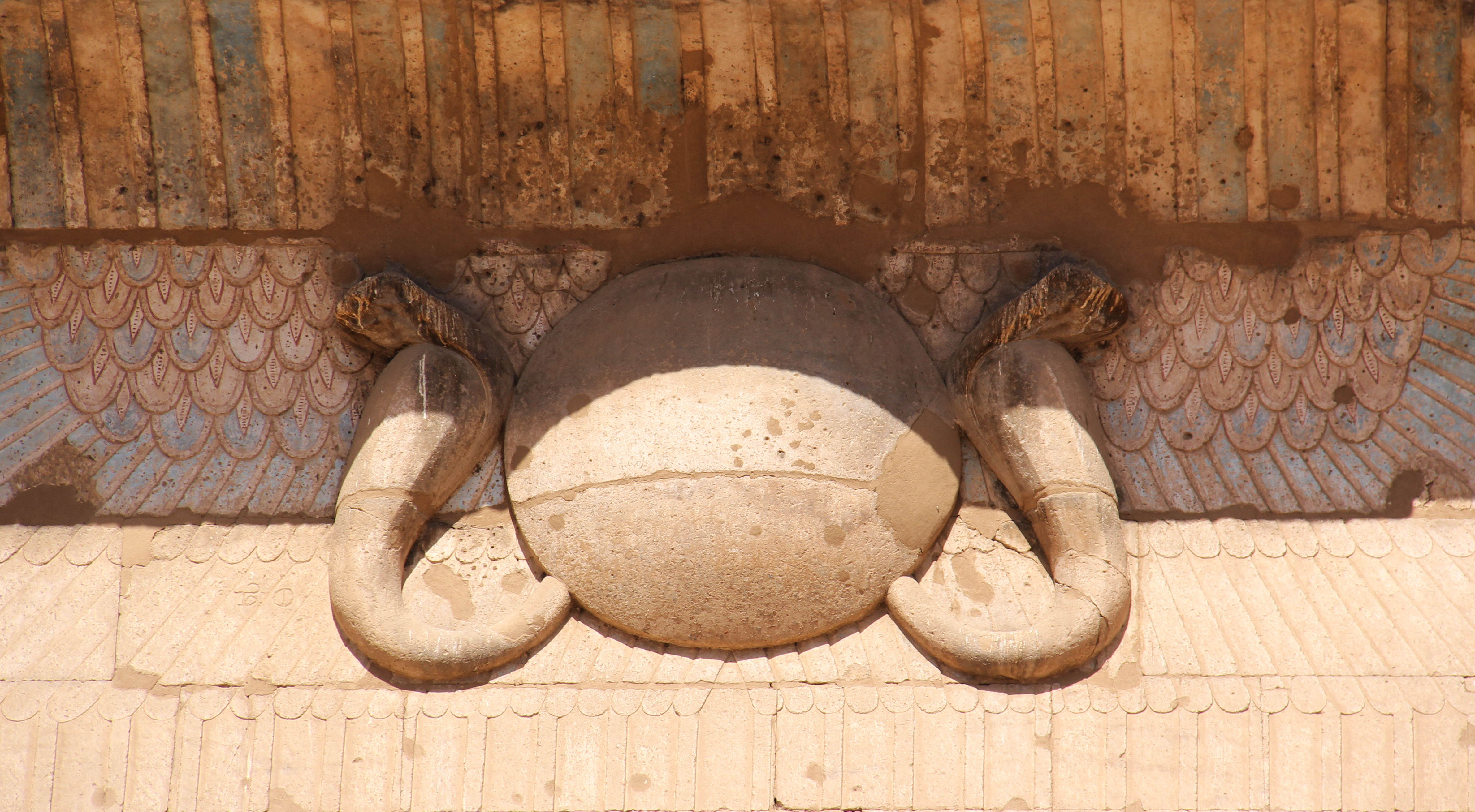
Relleu
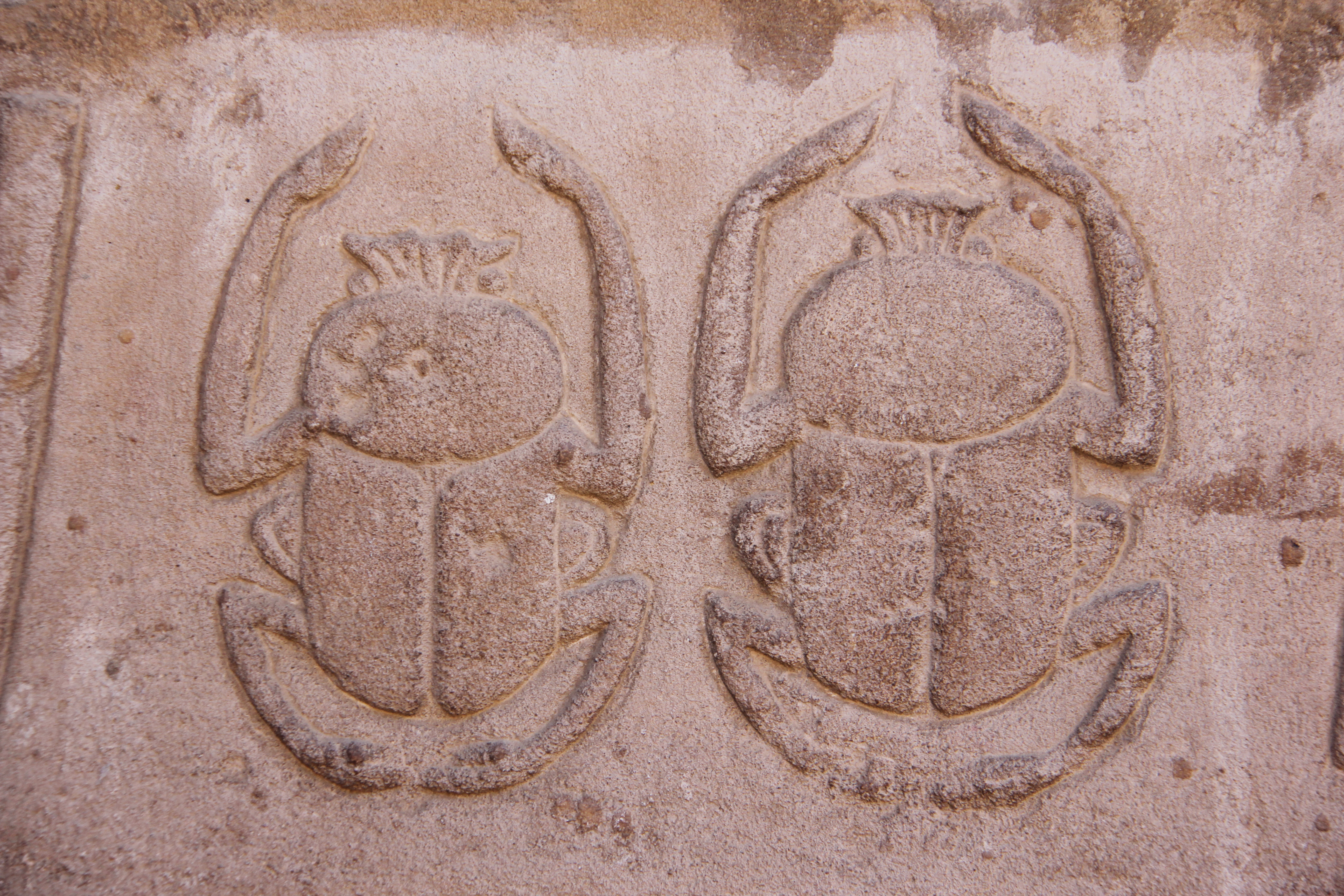
Relleu
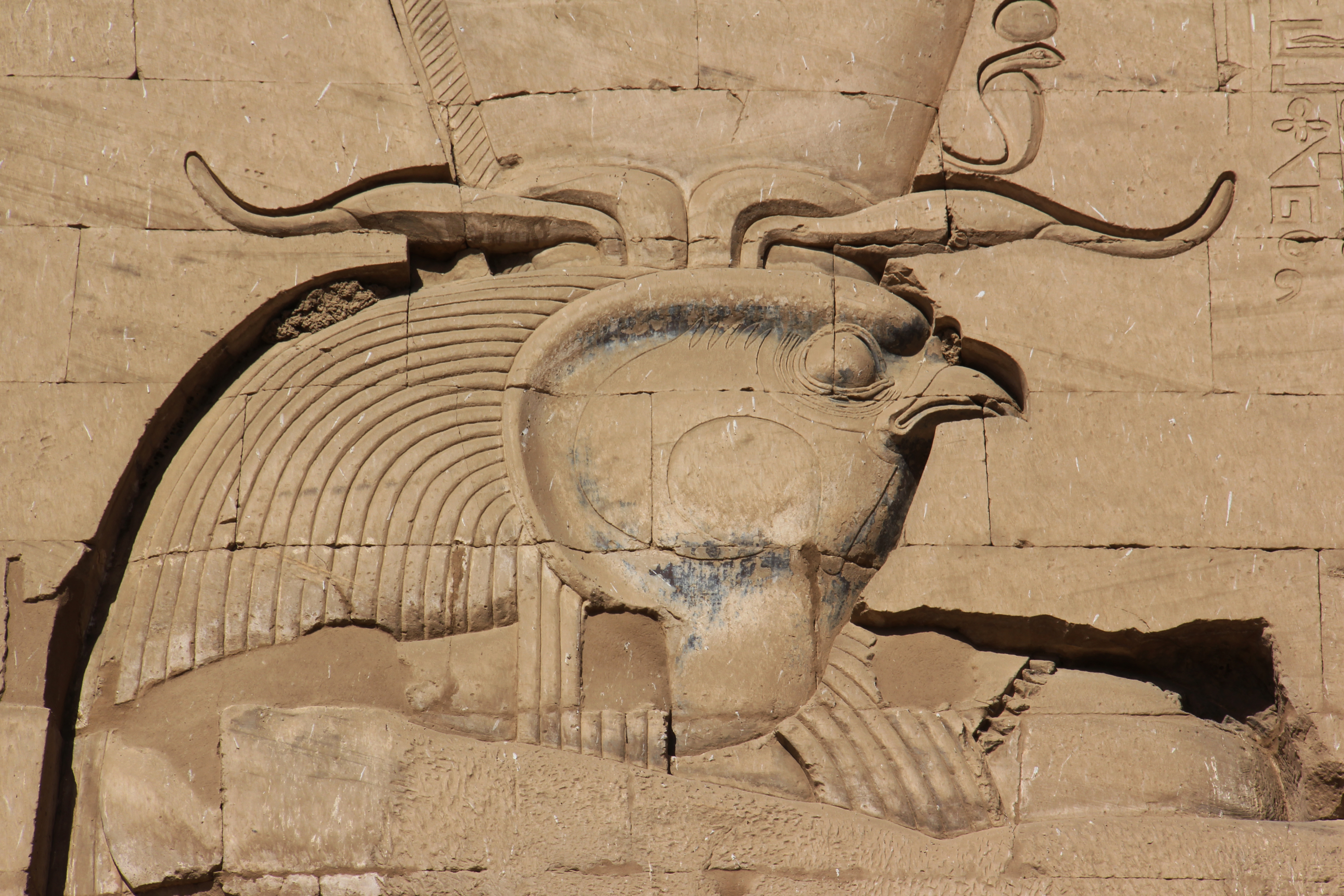
Relleu
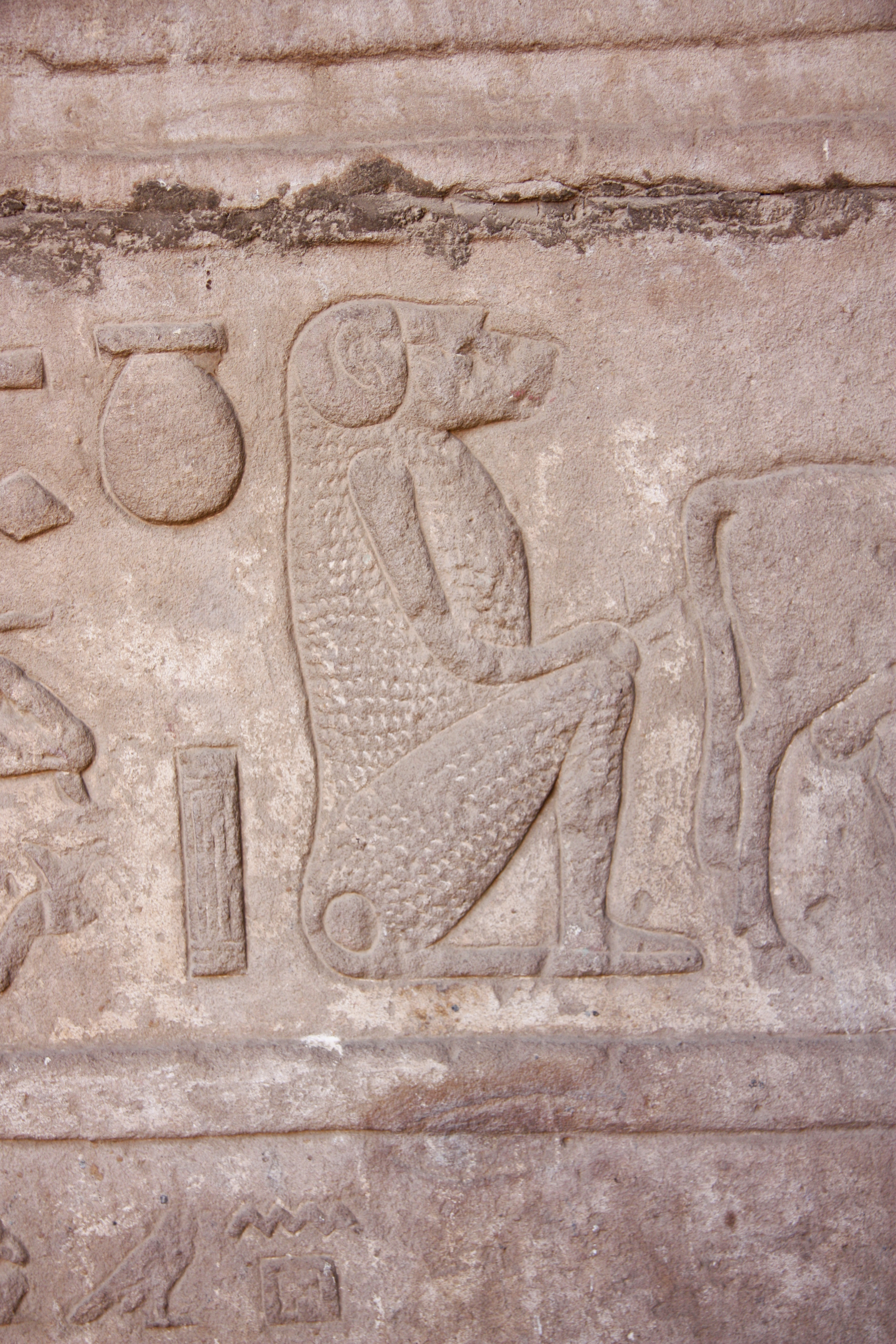
Detall
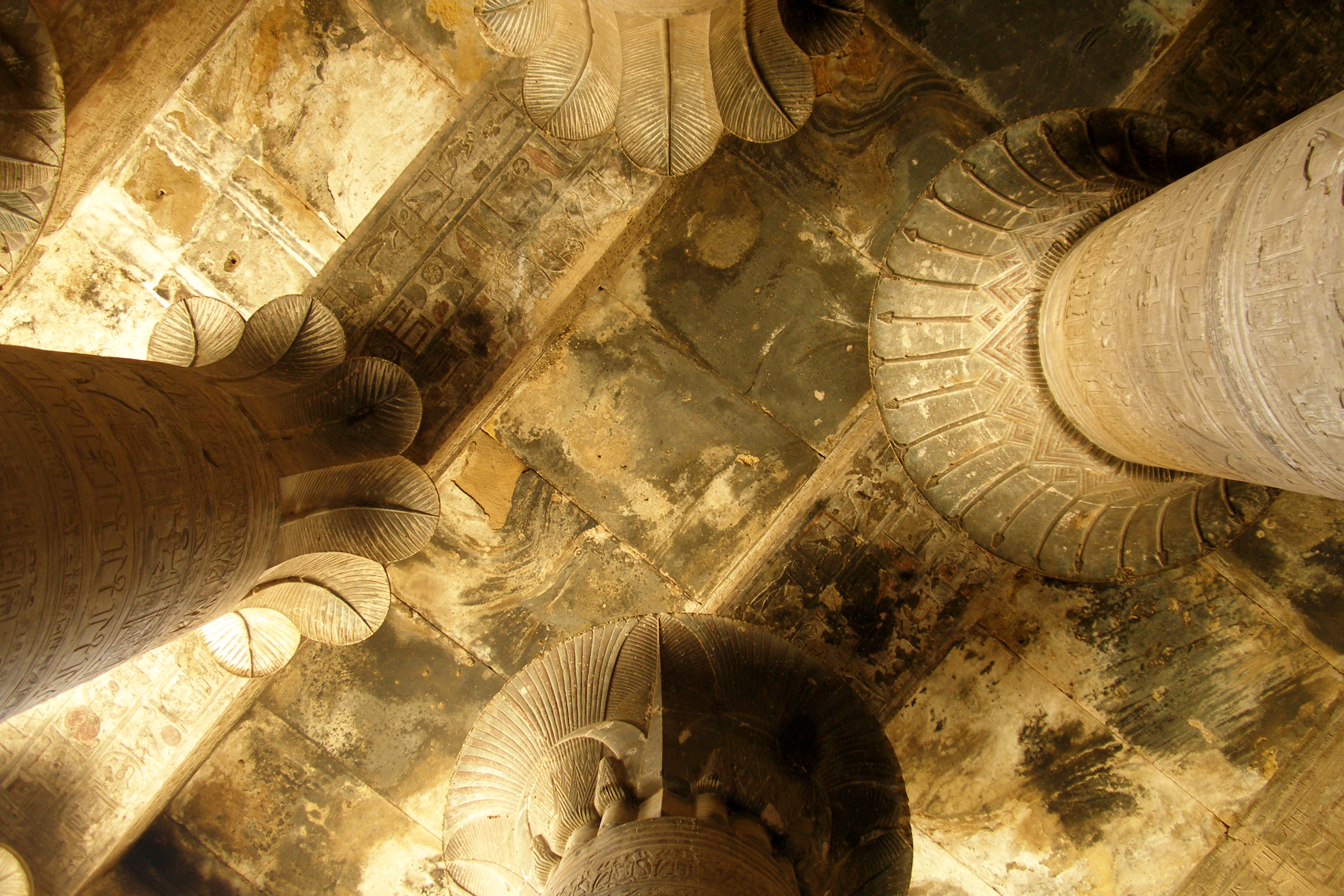
Sostre
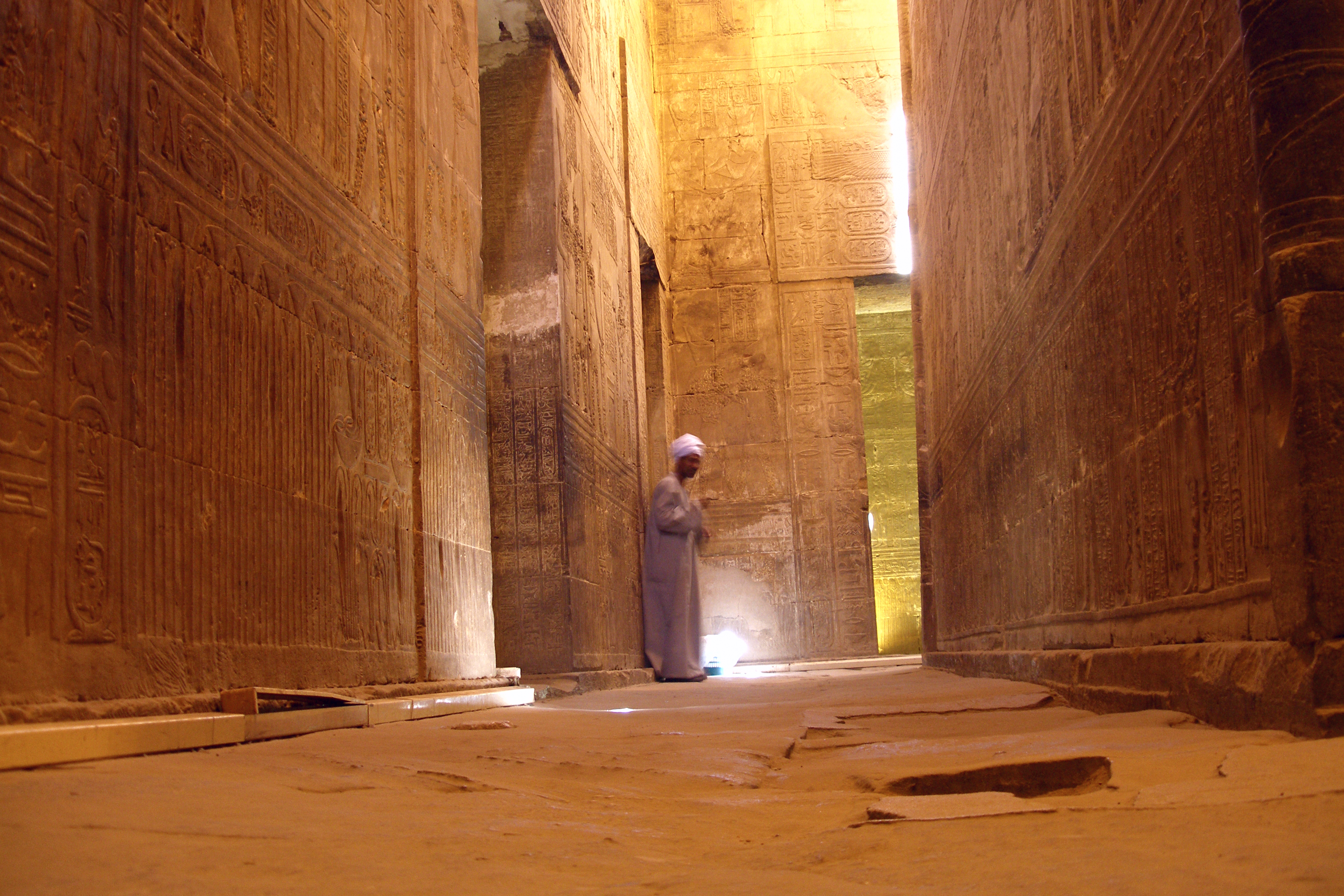
Corredor
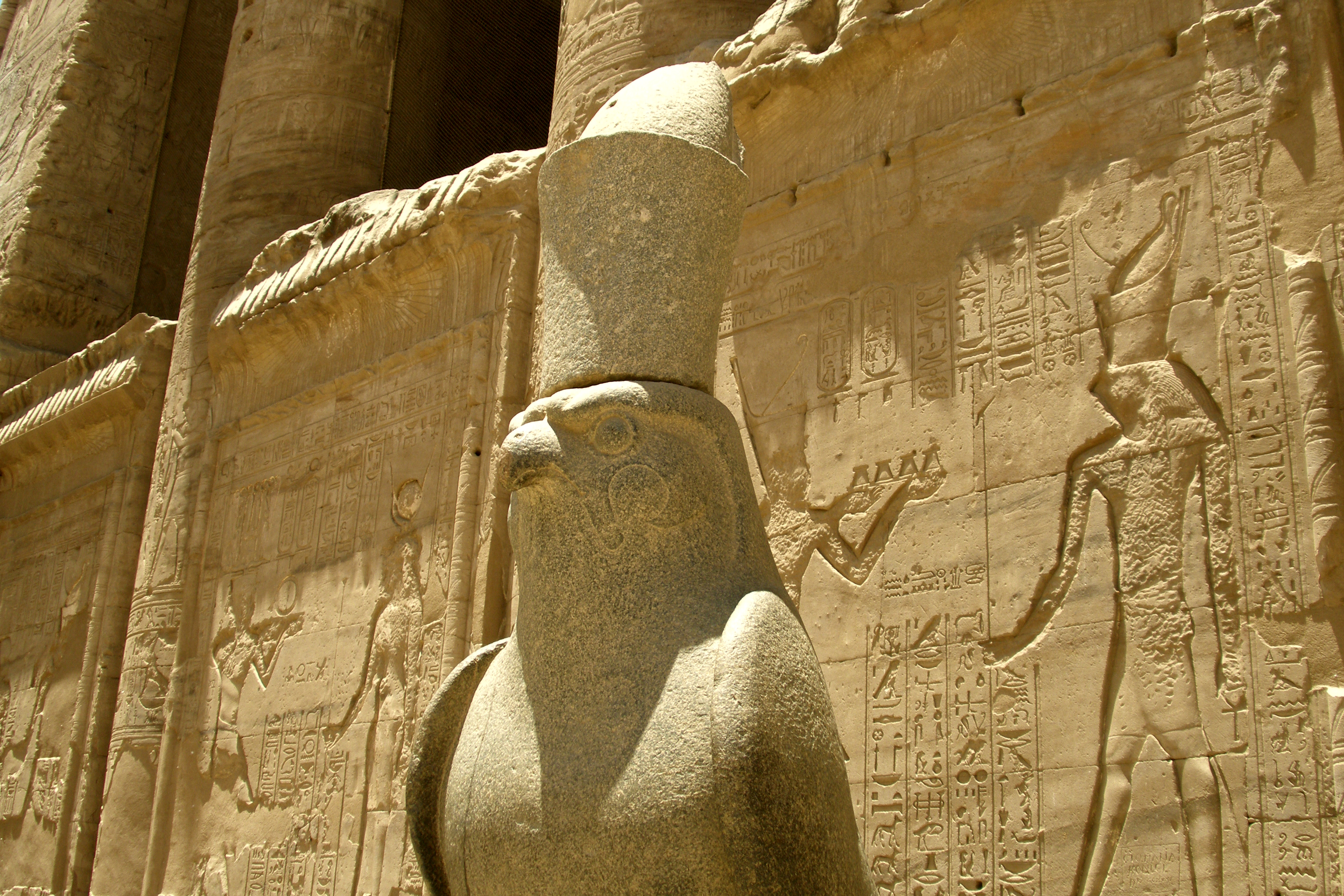
Estàtua d'Horus al pati del temple
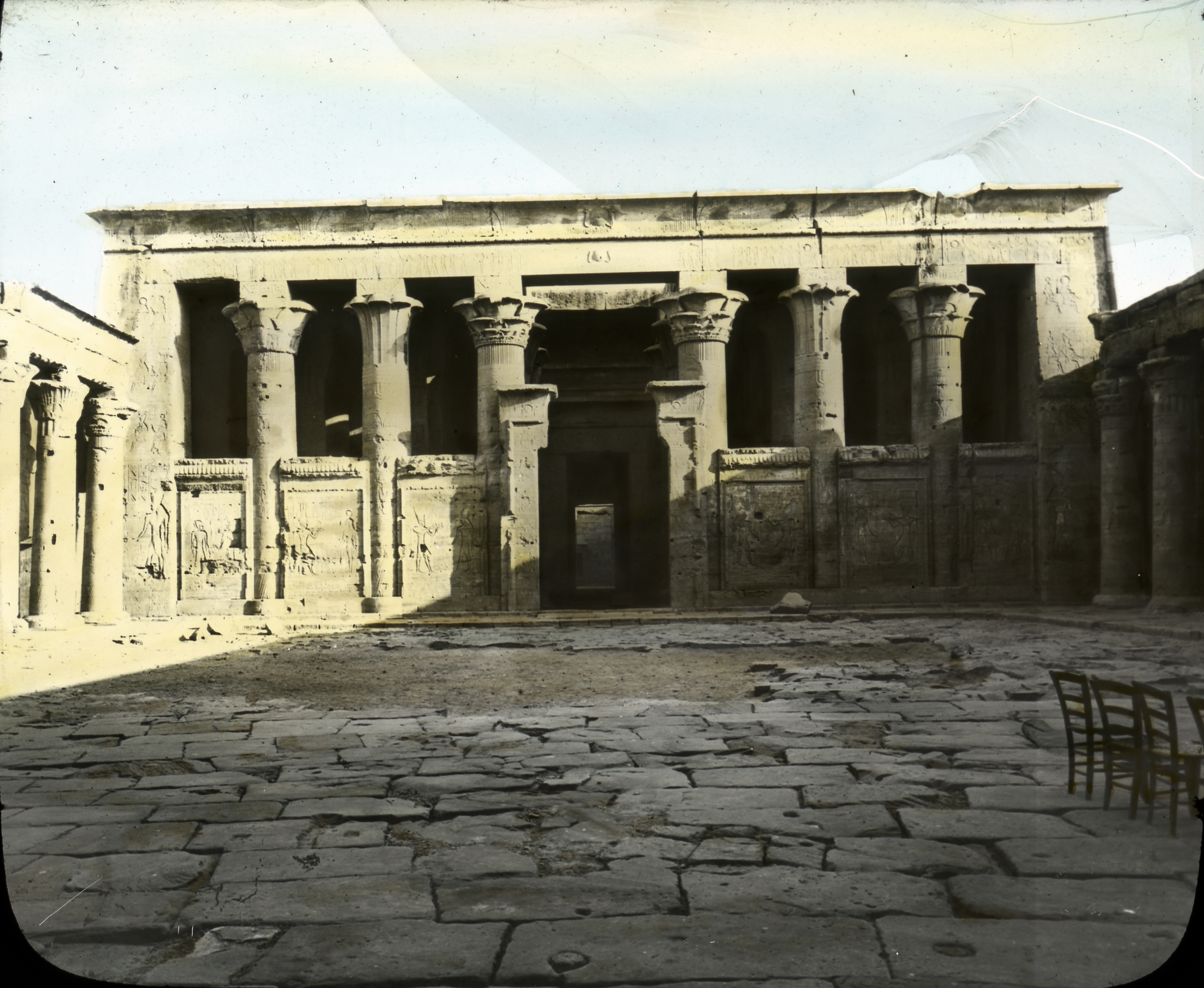
Costat nord del pati del Temple d'Edfu
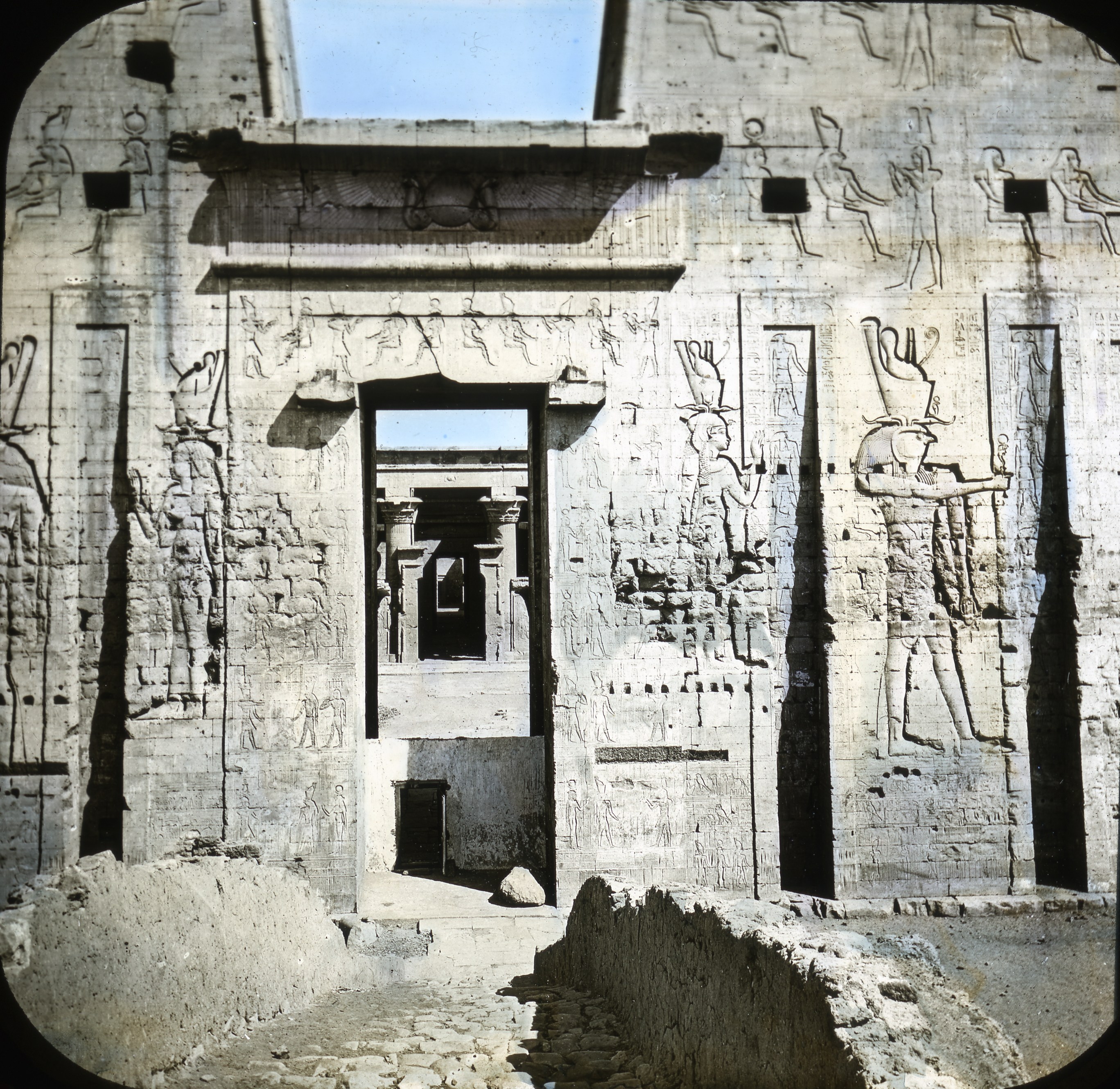
Porta del Piló
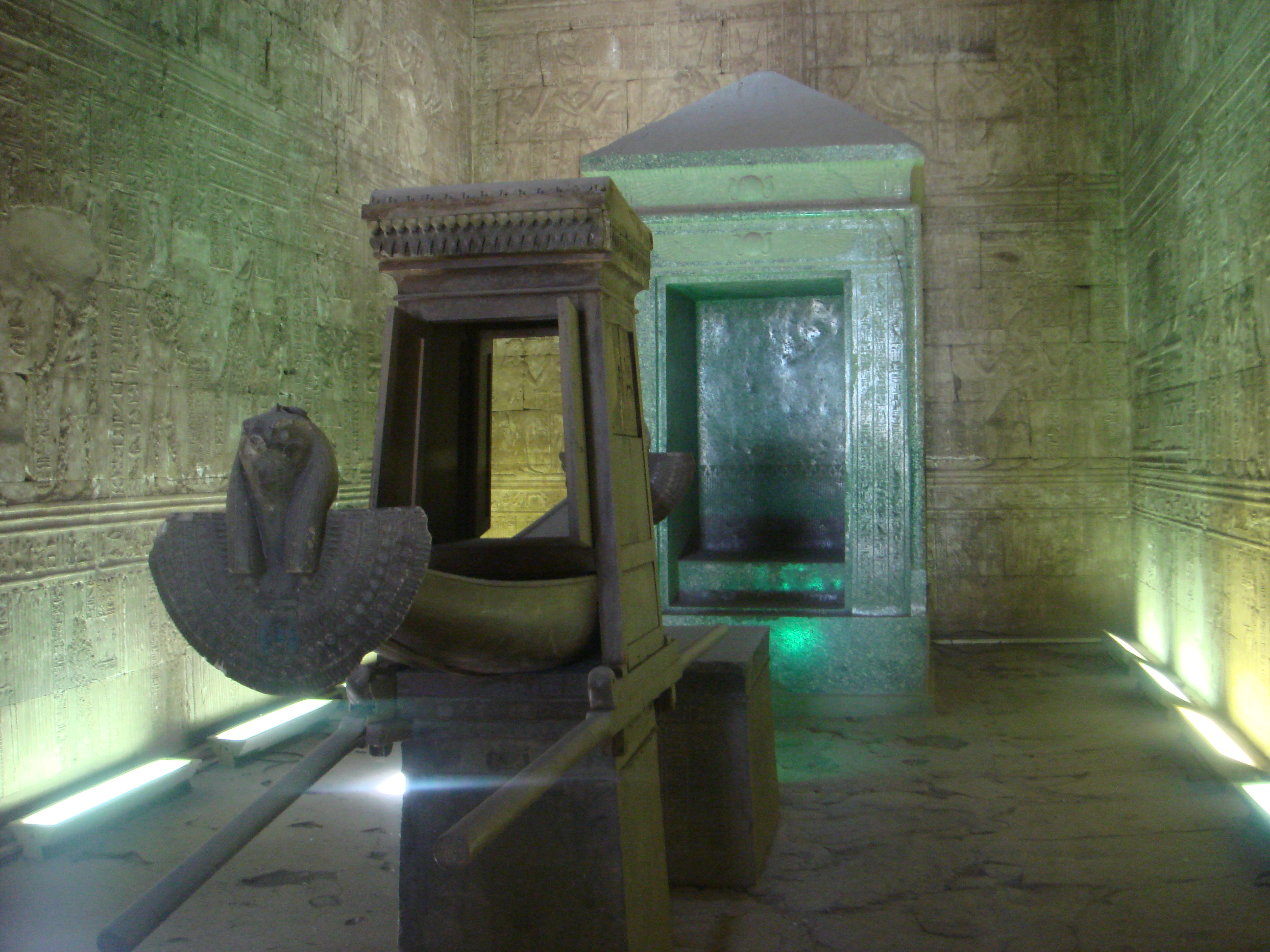
Dins del santuari, al centre del temple.
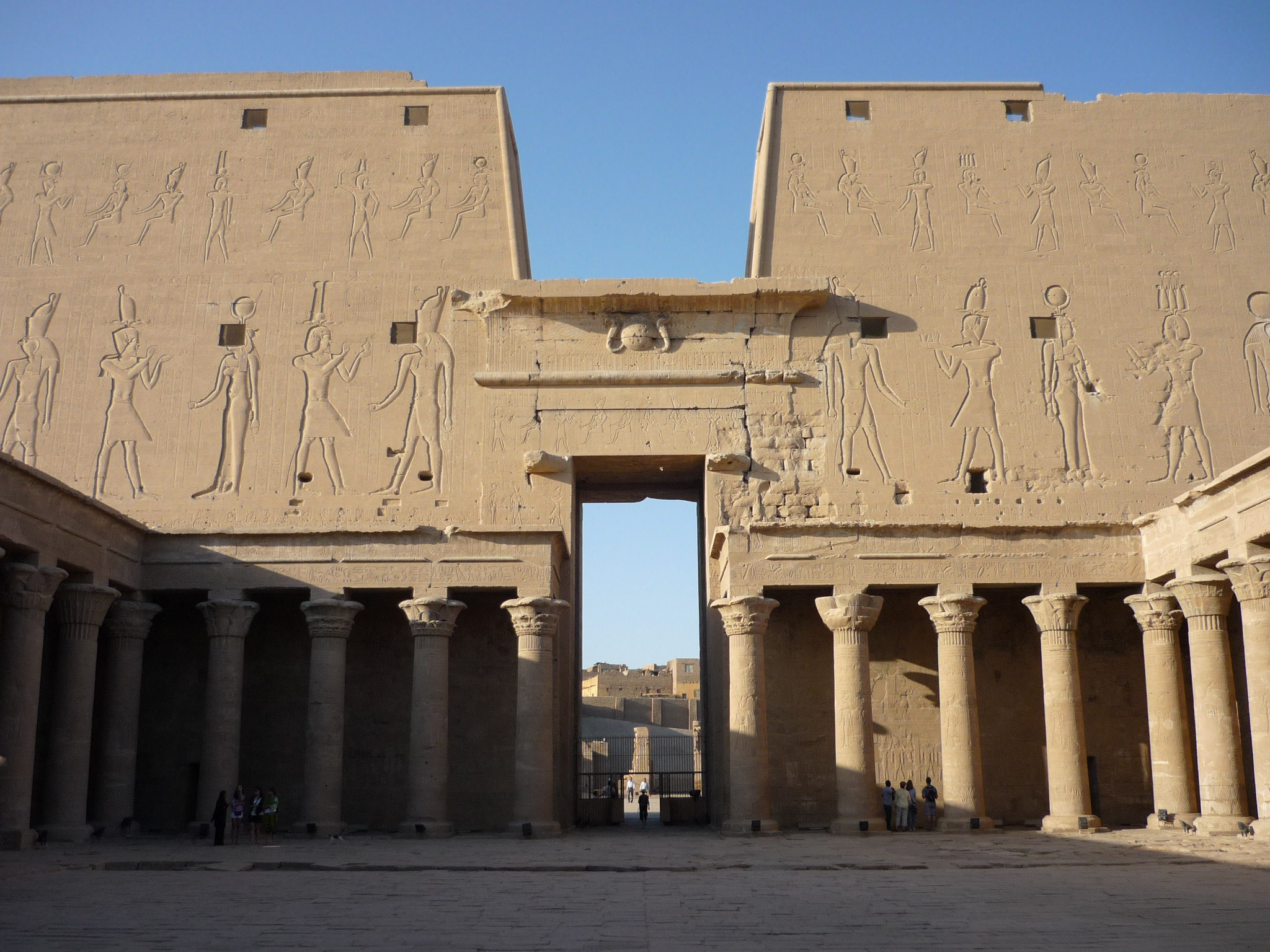
El pati del temple, mirant cap al sud-est